# Yerba Buena Center for the Arts

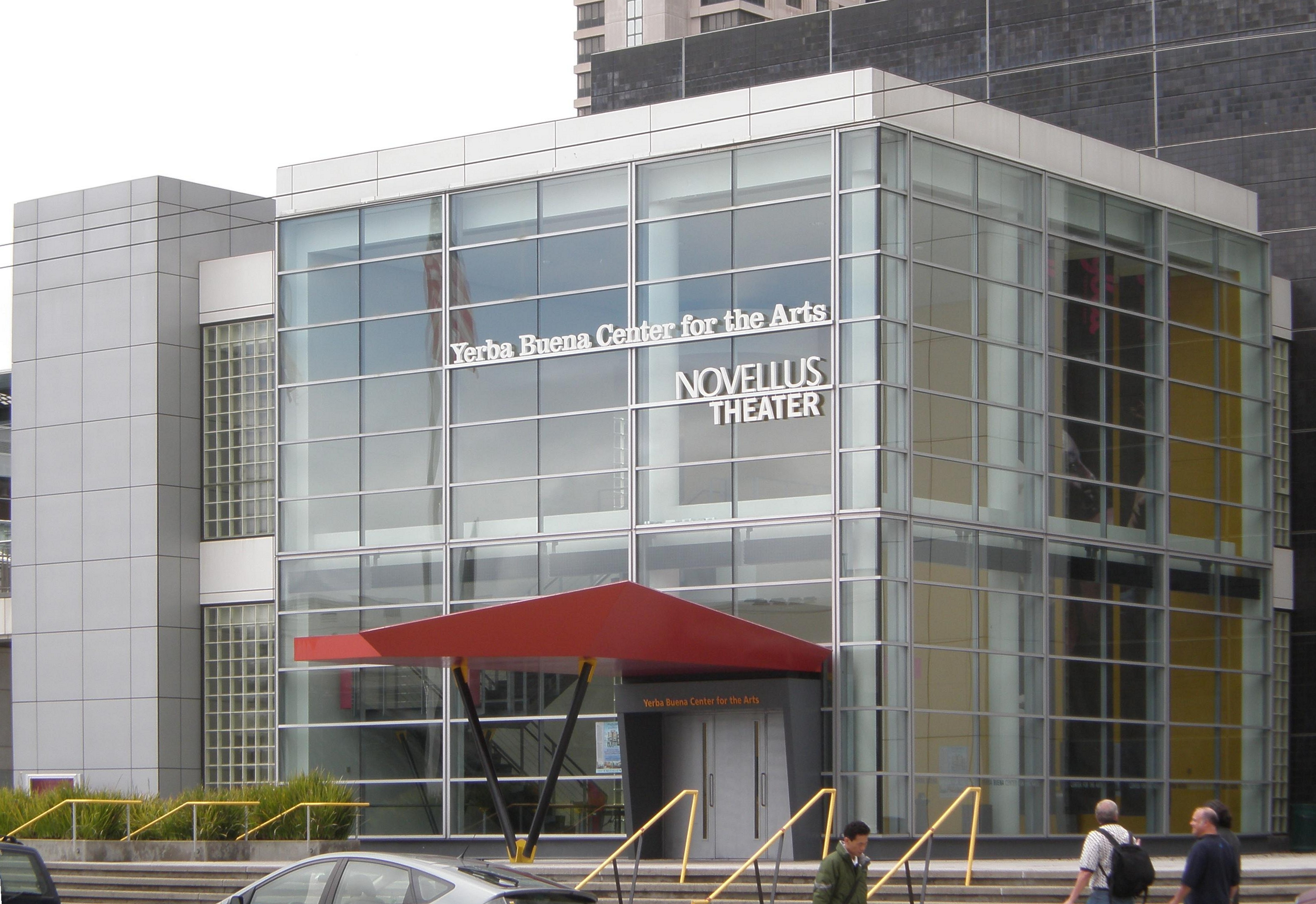
Der Eingang zum Novellus Theater

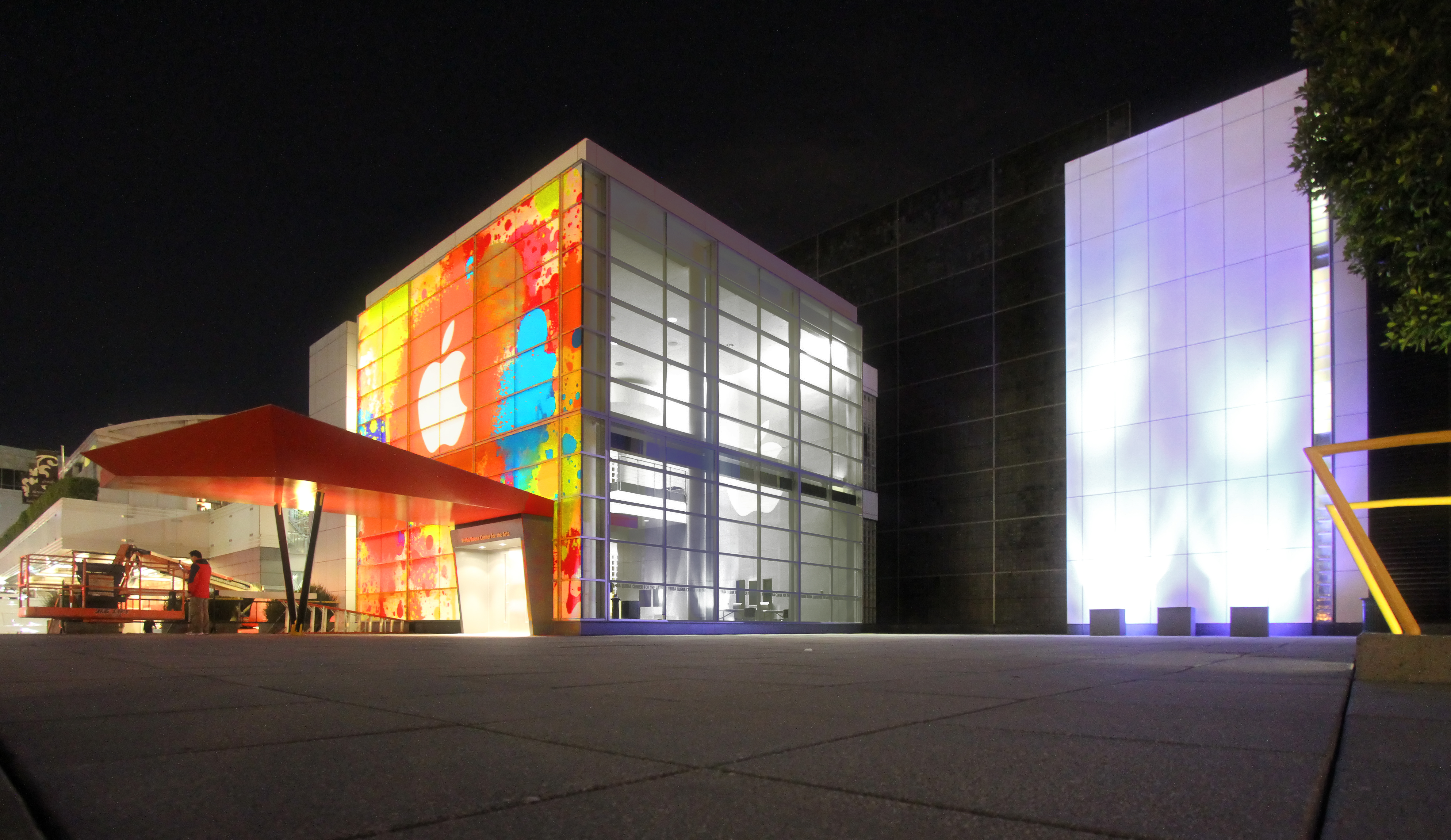
Das Yerba Buena Center for the Arts am Abend vor der Präsentation des iPad

Das Yerba Buena Center for the Arts ist ein Gemeindezentrum mit künstlerischer Ausrichtung im Stadtteil Yerba Buena von San Francisco. Nachdem das Stadtviertel Anfang der 1980er Jahre neu entwickelt wurde, begannen die Planungen für das Zentrum. 1986 wurde die Betreibergesellschaft gegründet. Das Center wurde 1993 eröffnet.

## Gestaltung
Das Yerba Buena Center for the Arts ist ein Komplex aus zwei Gebäuden. Der japanische Architekt Fumihiko Maki plante eines der Gebäude, das auf einer Grundfläche von etwa 5100 m² drei Galerien, ein Forum und ein Kino enthält. Das Forum ist ein Veranstaltungssaal mit einer Fläche von etwa 600 m² Fläche, der für bis zu 600 Personen bestuhlt werden kann. Das Kino hat 94 Plätze. 
Im zweiten, vom Amerikaner James Stewart Polshek entworfenen, Gebäude befindet sich das Novellus Theater, das nach dem Unternehmen Novellus Systems benannt ist. Im Theatersaal sind auf zwei Ebenen 757 Sitzplätze vorhanden. Insgesamt hat dieses Gebäude eine Nutzfläche von etwa 4700 m².

## Nutzung
Das Yerba Buena Center for the Arts wird sowohl von lokalen als auch von internationalen Künstlern und Künstlergruppen für Ausstellungen, Darbietungen und Konferenzen genutzt. 
Neben diesen kulturellen Veranstaltungen finden im Novellus Theater auch Produktpräsentationen von Apple Inc. statt. Unter anderem wurde das iPad hier den Medien präsentiert.